# Reprezentacja Namibii U-20 w rugby union mężczyzn
Reprezentacja Namibii U-20 w rugby union mężczyzn – juniorski zespół Namibii w rugby union. Za jego funkcjonowanie odpowiedzialny jest Namibia Rugby Union, członek World Rugby oraz Rugby Africa.
Został stworzony w celu uczestniczenia w organizowanych przez World Rugby turniejach – Junior World Championships i Junior World Rugby Trophy – zastępujących zlikwidowane mistrzostwa drużyn U-19 i U-21.

## Turnieje
| 2008 | JWRT              | 5.                |                   |      |    |  |
| 2009 | JWRT              | 5.                |                   |      |    |  |
| 2010 | nie brała udziału | nie brała udziału | nie brała udziału |      |    |  |
| 2011 | nie brała udziału | nie brała udziału | nie brała udziału |      |    |  |
| 2012 | nie brała udziału | nie brała udziału | nie brała udziału |      |    |  |
| 2013 | JWRT              | 8.                |                   |      |    |  |
| 2014 | JWRT              | 6.                |                   |      |    |  |
| 2015 | WRT               | 6.                |                   |      |    |  |
| 2016 | WRT               | 4.                |                   |      |    |  |
| 2017 | WRT               | 4.                |                   | 2017 | 1. |  |
| 2018 | WRT               | 4.                |                   | 2018 | 1. |  |
| 2019 | nie brała udziału | nie brała udziału | nie brała udziału | 2019 | 2. |  |